# Mistrovství světa v biatlonu 2021 – štafeta mužů
Štafeta mužů na Mistrovství světa v biatlonu 2021 se konala v sobotu 20. února jako předposlední mužský a závěrečný kolektivní závod v pokljuckém biatlonovém stadionu. Zahájení proběhlo v 15.00 hodin středoevropského času. Do závodu nastoupilo 27 národních štafet.
Obhájkyní prvenství byla štafeta Francie, která vinou trestného kola dojela mimo medailové pozice na čtvrtém místě.
Mistry světa se stali biatlonisté Norska. Jako druzí dojeli reprezentanti Švédska, kteří tak dokázali získat medaili poprvé od roku 1967. Bronz vybojovali ruští závodníci, kteří pro nevyřešené dopingové kauzy startovali pod neutrální vlajkou Ruské biatlonové unie.

## Výsledky
| Zlatá medaile                                                                              | 1  | Norsko Sturla Holm Laegreid Tarjei Bø Johannes Thingnes Bø Vetle Sjåstad Christiansen         | 1:12:27,4 18:03,3 18:13,6 17:37,4 18:33,1 | 0+2 0+6 0+1 0+1 0+0 0+3 0+1 0+0 0+0 0+2  |         |
| Stříbrná medaile                                                                           | 5  | Švédsko Peppe Femling Jesper Nelin Martin Ponsiluoma Sebastian Samuelsson                     | 1:13:00,5 18:51,4 18:12,2 18:07,6 17:49,3 | 0+6 0+1 0+3 0+0 0+1 0+0 0+2 0+1 0+0 0+0  | +33,1   |
| Bronzová medaile                                                                           | 4  | Ruská biatlonová unie Said Karimulla Chalili Matvej Jelisejev Alexandr Loginov Eduard Latypov | 1:13:18,3 18:39,7 18:08,3 18:05,8 18:24,5 | 0+2 0+3 0+2 0+0 0+0 0+1                  | +50,9   |
| 4.                                                                                         | 2  | Francie (g) Antonin Guigonnat Quentin Fillon Maillet Simon Desthieux Émilien Jacquelin        | 1:13:29,4 18:26,1 18:37,6 18:07,0 18:18,7 | 0+1 1+10 0+0 0+3 0+1 1+3 0+0 0+1 0+0 0+3 | +1:02,0 |
| 5.                                                                                         | 8  | Ukrajina Bohdan Cymbal Dmytro Pidručnyj Artem Pryma Anton Dudčenko                            | 1:13:40,1 18:48,5 17:42,6 18:11,9 18:57,1 | 0+3 0+1 0+0 0+0 0+1 0+0 0+2 0+1          | +1:12,7 |
| 6.                                                                                         | 6  | Itálie Didier Bionaz Lukas Hofer Tommaso Giacomel Dominik Windisch                            | 1:14:02,9 18:27,5 18:01,8 18:40,9 18:52,7 | 0+2 2+12 0+0 0+3 0+2 0+3 0+0 1+3         | +1:35,5 |
| 7.                                                                                         | 3  | Německo Erik Lesser Roman Rees Arnd Peiffer Benedikt Doll                                     | 1:14:10,6 19:26,3 18:35,2 18:04,9 18:04,2 | 0+2 0+2 0+1 0+2 0+0 0+0 0+1 0+0          | +1:43,2 |
| 8.                                                                                         | 13 | Slovinsko Miha Dovžan Jakov Fak Rok Tršan Alex Cisar                                          | 14:11,7 18:47,2 17:56,0 18:31,4 18:57,1   | 0+4 0+4 0+1 0+3 0+0 0+1 0+1 0+0 0+2 0+0  | +1:44,3 |
| 9.                                                                                         | 14 | Bělorusko Mikita Labastau Anton Smolski Maksim Varabei Dzmitry Lazouski                       | 1:14:52,8 18:26,0 18:37,0 18:38,4 19:11,4 | 0+5 0+4 0+0 0+1 0+3 0+0 0+2 0+0 0+0 0+3  | +2:25,4 |
| 10.                                                                                        | 7  | Rakousko David Komatz Felix Leitner Simon Eder Julian Eberhard                                | 1:14:58,5 19:05,5 18:21,4 18:47,0 18:44,6 | 0+3 1+3 0+0 1+3 0+0 0+0 0+1 0+0 0+2 0+0  | +2:31,1 |
| 11.                                                                                        | 10 | Švýcarsko Niklas Hartweg Benjamin Weger Jeremy Finello Serafin Wiestner                       | 1:15:15,7 18:29,8 18:21,8 18:49,4 19:34,7 | 0+2 3+7 0+1 0+0 0+1 0+1 0+0 1+3 0+0 2+3  | +2:48,3 |
| 12.                                                                                        | 12 | Kanada Adam Runnalls Scott Gow Trevor Kiers Christian Gow                                     | 1:15:31,0 18:53,5 18:52,1 19:06,1 18:39,3 | 0+1 0+3 0+1 0+1 0+0 0+0 0+0 0+1          | +3:03,6 |
| 13.                                                                                        | 11 | Česko Mikuláš Karlík Ondřej Moravec Jakub Štvrtecký Michal Krčmář                             | 1:16:53,5 18:56,0 18:51,8 20:09,3 18:56,4 | 0+3 1+6 0+0 0+2 0+1 0+0 0+2 1+3 0+0 0+1  | +4:26,1 |
| 14.                                                                                        | 24 | Rumunsko George Buta Cornel Puchianu Anatoly Oskin Raul Flore                                 | 1:17:12,1 18:36,2 19:03,4 20:09,7 19:22,8 | 0+5 0+4 0+0 0+1 0+2 0+2 0+2 0+1 0+1 0+0  | +4:44,7 |
| 15.                                                                                        | 16 | USA Leif Nordgren Jake Brown Paul Schommer Sean Doherty                                       | 1:17:23,0 19:02,6 20:00,1 19:30,9 18:49,4 | 0+4 2+8 0+3 0+2 0+0 2+3 0+0 0+2 0+1 0+1  | +4:55,6 |
| 16.                                                                                        | 25 | Bulharsko Dimitar Gerdzhikov Anton Sinapov Vladimir Iliev Blagoy Todev                        | 1:17:30,3 19:13,4 19:07,7 19:18,3 19:50,9 | 0+3 0+8 0+0 0+2 0+0 0+3 0+2 0+1 0+1 0+2  | +5:02,9 |
| 17.                                                                                        | 15 | Slovensko Michal Šíma Tomáš Hasilla Šimon Bartko Matej Baloga                                 | 1:18:05,3 18:56,7 19:04,0 20:24,4 19:40,2 | 0+5 2+7 0+0 0+1 0+1 0+1 0+3 2+3 0+1 0+2  | +5:37,9 |
| 18.                                                                                        | 19 | Japonsko Mikito Tačizaki Cukasa Kobonoki Kósuke Ozaki Džin Nakadžima                          | 1:19:11,2 19:04,3 19:54,0 18:59,2 21:13,7 | 0+4 2+8 0+0 0+1 0+1 1+3 0+1 0+1 0+2 1+3  | +6:43,8 |
| 19.                                                                                        | 9  | Finsko Tuomas Harjula Tero Seppälä Jaakko Ranta Olli Hiidensalo                               | 1:19:37,2 21:56,4 19:05,9 19:14,4 19:20,5 | 1+2 0+6 1+2 0+0 0+0 0+2 0+0 0+1 0+0 0+3  | +7:09,8 |
| 20.                                                                                        | 27 | Moldavsko Pavel Magazeev Mihail Usov Maksim Makarov Andrei Usov                               | LAP 19:12,5 20:19,8 19:43,6               | 0+1 0+1 1+3 0+3 0+1 0+1 0+3              | LAP     |
| 21.                                                                                        | 17 | Estonsko Rene Zahkna Robert Heldna Kalev Ermits Raido Ränkel                                  | LAP 20:07,5 19:36,2                       | 1+3 0+0 0+1 0+1 0+2 0+3                  | LAP     |
| 22.                                                                                        | 23 | Lotyšsko Aleksandrs Patrijuks Edgars Mise Roberts Slotiņš Andrejs Rastorgujevs                | LAP 19:55,9 20:13,8                       | 0+1 2+3 0+0 0+1 0+2 0+1                  | LAP     |
| 23.                                                                                        | 21 | Belgie Thierry Langer Tom Lahaye-Goffart César Beauvais Florent Claude                        | LAP 18:33,2 20:15,2                       | 0+0 0+0 0+2 0+1 2+3 0+2                  | LAP     |
| 24.                                                                                        | 20 | Kazachstán Alexandr Mukhin Vladislav Kireyev Sergey Sirik Danil Beletskiy                     | LAP 19:56,1 20:00,8                       | 0+1 0+1 0+0 0+1 0+1 0+1                  | LAP     |
| 25.                                                                                        | 22 | Polsko Andrzej Nędza-Kubiniec Grzegorz Guzik Marcin Szwajnos Tomasz Jakieła                   | LAP 20:26,6 20:00,3                       | 1+3 0+2 1+3 0+1 0+2 0+                   | LAP     |
| 26.                                                                                        | 18 | Litva Karol Dombrovski Vytautas Strolia Linas Banys Tomas Kaukėnas                            | LAP 20:33,7 19:34,4                       | 0+0 0+1 0+2 0+1 2+3                      | LAP     |
| 27.                                                                                        | 26 | Jižní Korea Choi Du-jin Kim Yong-gyu Kim Sang-rea Lee Su-young                                | 20:13,7 20:37,0                           | 0+1 0+0 0+0 0+3 0+2                      | LAP     |
| Zdroj:, Č. – startovní číslo štafety, g – obhájci vítězství, LAP – štafeta předjeta o kolo |    |                                                                                               |                                           |                                          |         |